# Copa Mundial de Fútbol Sub-17 de 2011

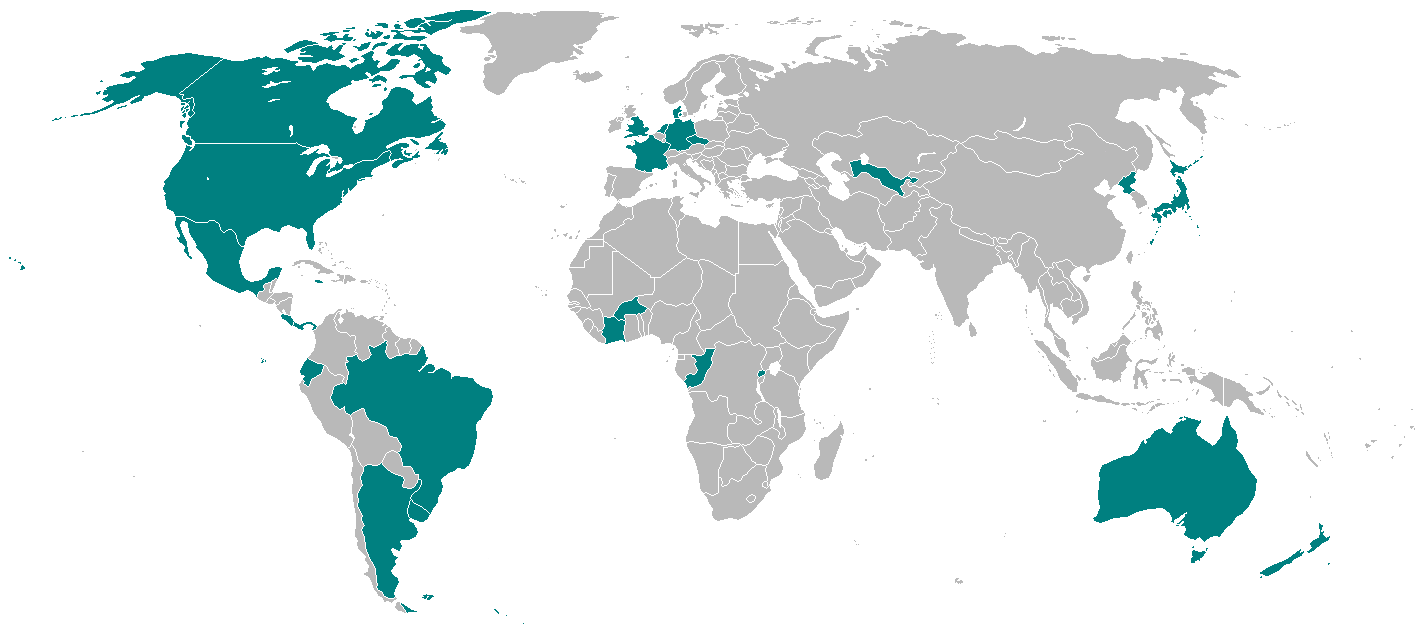
Las 24 selecciones que tomaron parte del campeonato.

La Copa Mundial Sub-17 de la FIFA 2011 (en inglés: FIFA U-17 World Cup Mexico 2011) fue la XIV edición de la Copa Mundial de Fútbol Sub-17 y tuvo como sede a México. En el certamen participaron jugadores de la categoría Sub-17, es decir, que hayan nacido después del 1 de enero de 1994.
El torneo estuvo compuesto por dos fases: en la primera se formaron de 6 grupos de 4 equipos cada uno, y avanzaron a la siguiente ronda los dos mejores de cada grupo y los cuatro mejores terceros lugares. Los 16 equipos clasificados conformaron los octavos de final en los que el número de equipos se redujo a 8 para cuartos de final, a 4 para semifinales y por último a 2 para la final en el Estadio Azteca de la Ciudad de México.
Como hechos destacados estuvieron las primeras participaciones a nivel internacional de la selección de Ruanda y el debut de Panamá, Dinamarca y Uzbekistán en la competición, además de la ausencia de los 4 primeros lugares del torneo anterior (Suiza, Nigeria, España y Colombia) que fueron eliminados en las clasificatorias.

## Organización

### Elección
La Federación Mexicana de Fútbol había solicitado a FIFA la organización del campeonato debido a que México había organizado las copas mundiales de 1970 y 1986 y la Copa Mundial Juvenil de 1983, además de coronarse campeón en la Copa Confederaciones de 1999 en México y la Copa Mundial Sub-17 de Perú en 2005. El 28 de mayo de 2008 en una sesión del organismo celebrada en Sídney, Australia, la FIFA anunció que México sería el anfitrión de dicho torneo, elección que fue confirmada días más tarde por el presidente de la federación mexicana Justino Compeán. El Torneo iniciaría el 18 de junio y finalizaría el 10 de julio de 2011.

### Sedes
Después de la visita de una comitiva de FIFA dirigida por Jack Warner, presidente de la Concacaf, se hizo una revisión a los estadios propuestos como sedes, y fueron elegidas siete ciudades: Torreón, Monterrey, Pachuca, Guadalajara , Morelia, Ciudad de México y Querétaro, que reemplazó a Tijuana como sede.
De los siete estadios elegidos, cinco fueron sometidos a remodelaciones tanto mayores como menores, mientras que dos fueron construidos meses antes de que iniciara el torneo.
En un anuncio hecho por el comité organizador del torneo, se informó de que la inauguración se realizaría en la ciudad de Morelia el 18 de junio.
| México                                                                   | México              | México              | México                |
| Ciudad de México                                                         | Ciudad de México    | Guadalajara         | Monterrey             |
| ------------------------------------------------------------------------ | ------------------- | ------------------- | --------------------- |
| Estadio Azteca                                                           | Estadio Azteca      | Jalisco             | Nuevo León            |
| Estadio Azteca                                                           | Estadio Azteca      | Estadio Guadalajara | Estadio Universitario |
| Capacidad: 105.064                                                       | Capacidad: 105.064  | Capacidad: 49.850   | Capacidad: 43.255     |
|                                                                          |                     |                     |                       |
| Ciudad de México Monterrey Guadalajara Querétaro Morelia Torreón Pachuca |                     |                     |                       |
| Morelia                                                                  | Querétaro           | Torreón             | Pachuca               |
| Michoacán                                                                | Querétaro           | Coahuila            | Hidalgo               |
| Estadio Morelos                                                          | Estadio Corregidora | Estadio Torreón     | Estadio Hidalgo       |
| Capacidad: 41.055                                                        | Capacidad: 34.130   | Capacidad: 30.000   | Capacidad: 30.000     |
|                                                                          |                     |                     |                       |

### Lista de Árbitros
| AFC - Nawaf Shukralla - Ali Al-Badwawi CAF - Hélder Martins - Néant Alioum CONCACAF - Raymond Bogle - Roberto García - Paul Delgadillo - Jafeth Perea - Elmer Bonilla CONMEBOL - Diego Abal - Omar Ponce - Víctor Carrillo | OFC - Norbert Hauata UEFA - Pavel Královec - Tony Chapron - Bas Nijhuis - Svein Oddvar Moen - Alexey Nikolaev - Stephan Studer |

### Reglas
Los 24 equipos que participaron en la fase final se dividieron en seis grupos de cuatro equipos cada uno. Dentro de cada grupo se enfrentan una vez entre sí, mediante el sistema de todos contra todos. Según el resultado de cada partido se otorgan tres puntos al ganador, un punto a cada equipo en caso de empate, y ninguno al perdedor.
Pasaron a la siguiente ronda los dos equipos de cada grupo mejor clasificados y los cuatro mejores terceros. El orden de clasificación se determina teniendo en cuenta los siguientes criterios, en orden de preferencia:
1. El mayor número de puntos obtenidos teniendo en cuenta todos los partidos del grupo
2. La mayor diferencia de goles teniendo en cuenta todos los partidos del grupo
3. El mayor número de goles a favor anotados teniendo en cuenta todos los partidos del grupo

Si dos o más equipos quedan igualados según las pautas anteriores, sus posiciones se determinarán mediante los siguientes criterios, en orden de preferencia:
1. El mayor número de puntos obtenidos en los partidos entre los equipos en cuestión
2. La diferencia de goles teniendo en cuenta los partidos entre los equipos en cuestión
3. El mayor número de goles a favor anotados por cada equipo en los partidos disputados entre los equipos en cuestión
4. Sorteo del comité organizador de la Copa Mundial

Los cuatro mejores equipos que queden en tercer lugar se determinarán así:
1. Mayor número de puntos obtenidos en todos los partidos de grupo.
2. Diferencia de goles en todos los partidos de grupo.
3. Mayor número de goles marcados en todos los partidos de grupo.
4. Sorteo por parte de la Comisión Organizadora de la FIFA.

La segunda ronda incluye todas las fases desde los octavos de final hasta la final. Mediante el sistema de eliminación directa se clasifican los dos semifinalistas. Los equipos perdedores de las semifinales juegan un partido por el tercer y cuarto puesto, mientras que los ganadores disputan el partido final, donde el vencedor obtiene el título.
Si después de los 90 minutos de juego el partido se encuentra empatado directamente el partido se definirá por el procedimiento de tiros desde el punto penal.

## Equipos participantes
En total son 24 equipos de las seis confederaciones afiliadas a la FIFA los que jugaron el torneo.
En cursiva, los equipos debutantes en la Copa Mundial de Fútbol Sub-17.
| Clasificatorias | Clasificatorias | Clasificatorias | Clasificatorias | Clasificatorias | Clasificatorias |
| --------------- | --------------- | --------------- | --------------- | --------------- | --------------- |
| CAF             | AFC             | UEFA            | Concacaf        | OFC             | Conmebol        |

| Equipos participantes | Equipos participantes | Equipos participantes | Equipos participantes |
| --------------------- | --------------------- | --------------------- | --------------------- |
| Alemania              | Congo                 | Francia               | Países Bajos          |
| Argentina             | Corea del Norte       | Inglaterra            | Panamá                |
| Australia             | Costa de Marfil       | Jamaica               | República Checa       |
| Brasil                | Dinamarca             | Japón                 | Ruanda                |
| Burkina Faso          | Ecuador               | México                | Uruguay               |
| Canadá                | Estados Unidos        | Nueva Zelanda         | Uzbekistán            |

### Sorteo
La ceremonia fue realizada el martes 17 de mayo de 2011 en la Sala de Conciertos Nezahualcóyotl de la Ciudad de México.
| Cabezas de Serie                                           | Bolillero 2                                                     | Bolillero 3                                              | Bolillero 4                                                    |
| ---------------------------------------------------------- | --------------------------------------------------------------- | -------------------------------------------------------- | -------------------------------------------------------------- |
| México Alemania Inglaterra Brasil Argentina Estados Unidos | Congo Burkina Faso Costa de Marfil Ruanda Jamaica Nueva Zelanda | Canadá Panamá Japón Corea del Norte Australia Uzbekistán | Dinamarca Países Bajos Francia República Checa Uruguay Ecuador |

## Resultados
- Los horarios corresponden a la hora de la Ciudad de México (UTC-6)

Leyenda: Pts: Puntos; PJ: Partidos jugados; PG: Partidos ganados; PE: Partidos empatados; PP: Partidos perdidos; GF: Goles a favor; GC: Goles en contra; Dif: Diferencia de goles.

### Primera fase

#### Grupo A
| Equipo          | Pts | PJ | PG | PE | PP | GF | GC | Dif |
| --------------- | --- | -- | -- | -- | -- | -- | -- | --- |
| México          | 9   | 3  | 3  | 0  | 0  | 8  | 4  | 4   |
| Congo           | 4   | 3  | 1  | 1  | 1  | 3  | 3  | 0   |
| Corea del Norte | 2   | 3  | 0  | 2  | 1  | 3  | 5  | -2  |
| Países Bajos    | 1   | 3  | 0  | 1  | 2  | 3  | 5  | -2  |

| 18 de junio de 2011, 15:00 | México                                           | 3:1 (1:1) | Corea del Norte | Estadio Morelos, Morelia                                           |                                                                    |
|                            | Fierro 37' · Kwang Sok 68' (a.g.) · Casillas 86' | Reporte   | Kwang 3'        | Asistencia: 34.312 espectadores Árbitro(s): Stephan Studer (Suiza) | Asistencia: 34.312 espectadores Árbitro(s): Stephan Studer (Suiza) |

| 18 de junio de 2011, 18:00 | Congo       | 1:0 (0:0) | Países Bajos | Estadio Morelos, Morelia                                          |                                                                   |
|                            | Kounkou 53' | Reporte   |              | Asistencia: 34.312 espectadores Árbitro(s): Jafeth Perea (Panamá) | Asistencia: 34.312 espectadores Árbitro(s): Jafeth Perea (Panamá) |

| 21 de junio de 2011, 15:00 | Corea del Norte | 1:1 (0:0) | Países Bajos    | Estadio Morelos, Morelia                                          |                                                                   |
|                            | Nam-Gwon 48'    | Reporte   | Gravenberch 75' | Asistencia: 7.500 espectadores Árbitro(s): Néant Alioum (Camerún) | Asistencia: 7.500 espectadores Árbitro(s): Néant Alioum (Camerún) |

| 21 de junio de 2011, 18:00 | México                      | 2:1 (1:0) | Congo     | Estadio Morelos, Morelia                                           |                                                                    |
|                            | Espericueta 40' · Gómez 85' | Reporte   | Epako 73' | Asistencia: 25.710 espectadores Árbitro(s): Tony Chapron (Francia) | Asistencia: 25.710 espectadores Árbitro(s): Tony Chapron (Francia) |

| 24 de junio de 2011, 18:00 | Corea del Norte | 1:1 (1:0) | Congo        | Estadio Morelos, Morelia                                                     |                                                                              |
|                            | J. Chol 14'     | Reporte   | Nkounkou 75' | Asistencia: 14.206 espectadores Árbitro(s): Pavel Královec (República Checa) | Asistencia: 14.206 espectadores Árbitro(s): Pavel Královec (República Checa) |

| 24 de junio de 2011, 18:00 | México                                     | 3:2 (2:0) | Países Bajos             | Estadio Universitario, Monterrey                                   |                                                                    |
|                            | Casillas 29' · Fierro 43' · González 90+4' | Reporte   | Depay 47' · Ebecilio 63' | Asistencia: 29.000 espectadores Árbitro(s): Víctor Carrillo (Perú) | Asistencia: 29.000 espectadores Árbitro(s): Víctor Carrillo (Perú) |

#### Grupo B
| Equipo    | Pts | PJ | PG | PE | PP | GF | GC | Dif |
| --------- | --- | -- | -- | -- | -- | -- | -- | --- |
| Japón     | 7   | 3  | 2  | 1  | 0  | 5  | 2  | 3   |
| Francia   | 5   | 3  | 1  | 2  | 0  | 5  | 2  | 3   |
| Argentina | 3   | 3  | 1  | 0  | 2  | 3  | 7  | -4  |
| Jamaica   | 1   | 3  | 0  | 1  | 2  | 2  | 4  | -2  |

| 18 de junio de 2011, 15:00 | Francia                     | 3:0 (3:0) | Argentina | Estadio Universitario, Monterrey                                    |                                                                     |
|                            | Benzia 35' 45' · Haller 38' | Reporte   |           | Asistencia: 16.200 espectadores Árbitro(s): Roberto García (México) | Asistencia: 16.200 espectadores Árbitro(s): Roberto García (México) |

| 18 de junio de 2011, 18:00 | Japón         | 1:0 (0:0) | Jamaica | Estadio Universitario, Monterrey                                  |                                                                   |
|                            | Matsumoto 61' | Reporte   |         | Asistencia: 8.000 espectadores Árbitro(s): Néant Alioum (Camerún) | Asistencia: 8.000 espectadores Árbitro(s): Néant Alioum (Camerún) |

| 21 de junio de 2011, 15:00 | Japón             | 1:1 (0:1) | Francia     | Estadio Universitario, Monterrey                                  |                                                                   |
|                            | Ishige 49' (pen.) | Reporte   | Yaisien 24' | Asistencia: 4.827 espectadores Árbitro(s): Víctor Carrillo (Perú) | Asistencia: 4.827 espectadores Árbitro(s): Víctor Carrillo (Perú) |

| 21 de junio de 2011, 18:00 | Jamaica    | 1:2 (0:1) | Argentina            | Estadio Universitario, Monterrey                                            |                                                                             |
|                            | Barnes 89' | Reporte   | Silva 23' · Pugh 63' | Asistencia: 9.150 espectadores Árbitro(s): Pavel Královec (República Checa) | Asistencia: 9.150 espectadores Árbitro(s): Pavel Královec (República Checa) |

| 24 de junio de 2011, 15:00 | Japón                            | 3:1 (2:0) | Argentina    | Estadio Morelos, Morelia                                           |                                                                    |
|                            | Takagi 4' · Ueda 20' · Akino 74' | Reporte   | Ferreira 87' | Asistencia: 10.200 espectadores Árbitro(s): Néant Alioum (Camerún) | Asistencia: 10.200 espectadores Árbitro(s): Néant Alioum (Camerún) |

| 24 de junio de 2011, 15:00 | Jamaica  | 1:1 (1:0) | Francia    | Estadio Universitario, Monterrey                                   |                                                                    |
|                            | Lewis 9' | Reporte   | Benzia 58' | Asistencia: 7.566 espectadores Árbitro(s): Hélder Martins (Angola) | Asistencia: 7.566 espectadores Árbitro(s): Hélder Martins (Angola) |

#### Grupo C
| Equipo     | Pts | PJ | PG | PE | PP | GF | GC | Dif |
| ---------- | --- | -- | -- | -- | -- | -- | -- | --- |
| Inglaterra | 7   | 3  | 2  | 1  | 0  | 6  | 2  | 4   |
| Uruguay    | 6   | 3  | 2  | 0  | 1  | 4  | 2  | 2   |
| Canadá     | 2   | 3  | 0  | 2  | 1  | 2  | 5  | -3  |
| Ruanda     | 1   | 3  | 0  | 1  | 2  | 0  | 3  | -3  |

| 19 de junio de 2011, 15:00 | Ruanda | 0:2 (0:0) | Inglaterra              | Estadio Hidalgo, Pachuca                                            |                                                                     |
|                            |        | Reporte   | Hope 68' · Sterling 86' | Asistencia: 12.640 espectadores Árbitro(s): Norbert Hauata (Tahití) | Asistencia: 12.640 espectadores Árbitro(s): Norbert Hauata (Tahití) |

| 19 de junio de 2011, 18:00 | Uruguay                                        | 3:0 (0:0) | Canadá | Estadio Hidalgo, Pachuca                                            |                                                                     |
|                            | Mascia 52' · Méndez 85' (pen.) · Álvarez 90+3' | Reporte   |        | Asistencia: 12.699 espectadores Árbitro(s): Alexey Nikolaev (Rusia) | Asistencia: 12.699 espectadores Árbitro(s): Alexey Nikolaev (Rusia) |

| 22 de junio de 2011, 15:00 | Uruguay    | 1:0 (0:0) | Ruanda | Estadio Hidalgo, Pachuca                                                |                                                                         |
|                            | Pais 90+5' | Reporte   |        | Asistencia: 12.999 espectadores Árbitro(s): Svein Oddvar Moen (Noruega) | Asistencia: 12.999 espectadores Árbitro(s): Svein Oddvar Moen (Noruega) |

| 22 de junio de 2011, 18:00                                                                                             | Canadá                   | 2:2 (0:0) | Inglaterra               | Estadio Hidalgo, Pachuca                                         |                                                                  |
| | Jalali 50' · Roberts 87' | Reporte   | Morgan 46' · Turgott 77' | Asistencia: 17.882 espectadores Árbitro(s): Omar Ponce (Ecuador) | Asistencia: 17.882 espectadores Árbitro(s): Omar Ponce (Ecuador) |
| El portero Quillan Roberts de Canadá, se convirtió en el primer arquero en hacer un gol en una competición de la FIFA. |                          |           |                          |                                                                  |                                                                  |

| 25 de junio de 2011, 15:00 | Uruguay | 0:2 (0:1) | Inglaterra               | Estadio Torreón, Torreón                                                            |                                                                                     |
|                            |         | Reporte   | Chalobah 45' Clayton 58' | Asistencia: 11.410 espectadores Árbitro(s): Ali Al-Badwawi (Emiratos Árabes Unidos) | Asistencia: 11.410 espectadores Árbitro(s): Ali Al-Badwawi (Emiratos Árabes Unidos) |

| 25 de junio de 2011, 15:00 | Canadá | 0:0     | Ruanda | Estadio Hidalgo, Pachuca                                          |                                                                   |
|                            |        | Reporte |        | Asistencia: 5.803 espectadores Árbitro(s): Tony Chapron (Francia) | Asistencia: 5.803 espectadores Árbitro(s): Tony Chapron (Francia) |

#### Grupo D
| Equipo          | Pts | PJ | PG | PE | PP | GF | GC | Dif |
| --------------- | --- | -- | -- | -- | -- | -- | -- | --- |
| Uzbekistán      | 6   | 3  | 2  | 0  | 1  | 5  | 6  | -1  |
| Estados Unidos  | 4   | 3  | 1  | 1  | 1  | 4  | 2  | 2   |
| Nueva Zelanda   | 4   | 3  | 1  | 1  | 1  | 4  | 2  | 2   |
| República Checa | 3   | 3  | 1  | 0  | 2  | 2  | 5  | -3  |

| 19 de junio de 2011, 15:00 | Uzbekistán      | 1:4 (1:2) | Nueva Zelanda                     | Estadio Torreón, Torreón                                           |                                                                    |
|                            | T. Khakimov 39' | Reporte   | Carmichael 10' 36' 53' · Vale 87' | Asistencia: 7.561 espectadores Árbitro(s): Hélder Martins (Angola) | Asistencia: 7.561 espectadores Árbitro(s): Hélder Martins (Angola) |

| 19 de junio de 2011, 18:00 | Estados Unidos                           | 3:0 (1:0) | República Checa | Estadio Torreón, Torreón                                           |                                                                    |
|                            | Guido 5' · E. Rodríguez 52' · Koroma 89' | Reporte   |                 | Asistencia: 15.083 espectadores Árbitro(s): Diego Abal (Argentina) | Asistencia: 15.083 espectadores Árbitro(s): Diego Abal (Argentina) |

| 22 de junio de 2011, 15:00 | Estados Unidos | 1:2 (0:1) | Uzbekistán                            | Estadio Torreón, Torreón                                           |                                                                    |
|                            | Koroma 47'     | Reporte   | Davlatov 13' · Makhstaliev 54' (pen.) | Asistencia: 4.133 espectadores Árbitro(s): Alexey Nikolaev (Rusia) | Asistencia: 4.133 espectadores Árbitro(s): Alexey Nikolaev (Rusia) |

| 22 de junio de 2011, 18:00 | República Checa | 1:0 (1:0) | Nueva Zelanda | Estadio Torreón, Torreón                                            |                                                                     |
|                            | Juliš 28'       | Reporte   |               | Asistencia: 10.105 espectadores Árbitro(s): Roberto García (México) | Asistencia: 10.105 espectadores Árbitro(s): Roberto García (México) |

| 25 de junio de 2011, 18:00 | Estados Unidos | 0:0     | Nueva Zelanda | Estadio Hidalgo, Pachuca                                              |                                                                       |
|                            |                | Reporte |               | Asistencia: 8.556 espectadores Árbitro(s): Bas Nijhuis (Países Bajos) | Asistencia: 8.556 espectadores Árbitro(s): Bas Nijhuis (Países Bajos) |

| 25 de junio de 2011, 18:00 | República Checa  | 1:2 (1:1) | Uzbekistán                        | Estadio Torreón, Torreón                                            |                                                                     |
|                            | Juliš 23' (pen.) | Reporte   | T. Khakimov 44' · Makhstaliev 73' | Asistencia: 14.673 espectadores Árbitro(s): Raymond Bogle (Jamaica) | Asistencia: 14.673 espectadores Árbitro(s): Raymond Bogle (Jamaica) |

#### Grupo E
| Equipo       | Pts | PJ | PG | PE | PP | GF | GC | Dif |
| ------------ | --- | -- | -- | -- | -- | -- | -- | --- |
| Alemania     | 9   | 3  | 3  | 0  | 0  | 11 | 1  | 10  |
| Ecuador      | 6   | 3  | 2  | 0  | 1  | 5  | 7  | -2  |
| Panamá       | 3   | 3  | 1  | 0  | 2  | 2  | 4  | -2  |
| Burkina Faso | 0   | 3  | 0  | 0  | 3  | 0  | 6  | -6  |

| 20 de junio de 2011, 15:00 | Alemania                                                           | 6:1 (1:0) | Ecuador    | Estadio Corregidora, Querétaro                                          |                                                                         |
|                            | Yesil 31' 69' · Röcker 54' · Aycicek 61' · Ducksch 85' · Aydin 90' | Reporte   | Gruezo 51' | Asistencia: 23.500 espectadores Árbitro(s): Elmer Bonilla (El Salvador) | Asistencia: 23.500 espectadores Árbitro(s): Elmer Bonilla (El Salvador) |

| 20 de junio de 2011, 18:00 | Burkina Faso | 0:1 (0:1) | Panamá      | Estadio Corregidora, Querétaro                                         |                                                                        |
|                            |              | Reporte   | Aguilar 22' | Asistencia: 25.167 espectadores Árbitro(s): Bas Nijhuis (Países Bajos) | Asistencia: 25.167 espectadores Árbitro(s): Bas Nijhuis (Países Bajos) |

| 23 de junio de 2011, 15:00 | Burkina Faso | 0:3 (0:2) | Alemania                             | Estadio Corregidora, Querétaro                                       |                                                                      |
|                            |              | Reporte   | Günter 4' · Aycicek 26' · Weiser 64' | Asistencia: 14.603 espectadores Árbitro(s): Paul Delgadillo (México) | Asistencia: 14.603 espectadores Árbitro(s): Paul Delgadillo (México) |

| 23 de junio de 2011, 18:00 | Panamá      | 1:2 (1:0) | Ecuador                  | Estadio Corregidora, Querétaro                                       |                                                                      |
|                            | Aguilar 33' | Reporte   | Jaime 61' · Cevallos 82' | Asistencia: 18.650 espectadores Árbitro(s): Nawaf Shukralla (Baréin) | Asistencia: 18.650 espectadores Árbitro(s): Nawaf Shukralla (Baréin) |

| 26 de junio de 2011, 15:00 | Burkina Faso | 0:2 (0:0) | Ecuador                    | Estadio Guadalajara, Guadalajara                                    |                                                                     |
|                            |              | Reporte   | Cevallos 74' · Mercado 76' | Asistencia: 15.165 espectadores Árbitro(s): Alexey Nikolaev (Rusia) | Asistencia: 15.165 espectadores Árbitro(s): Alexey Nikolaev (Rusia) |

| 26 de junio de 2011, 15:00 | Panamá | 0:2 (0:2) | Alemania               | Estadio Corregidora, Querétaro                                      |                                                                     |
|                            |        | Reporte   | Aydin 10' · Weiser 39' | Asistencia: 28.500 espectadores Árbitro(s): Norbert Hauata (Tahití) | Asistencia: 28.500 espectadores Árbitro(s): Norbert Hauata (Tahití) |

#### Grupo F
| Equipo          | Pts | PJ | PG | PE | PP | GF | GC | Dif |
| --------------- | --- | -- | -- | -- | -- | -- | -- | --- |
| Brasil          | 7   | 3  | 2  | 1  | 0  | 7  | 3  | 4   |
| Costa de Marfil | 4   | 3  | 1  | 1  | 1  | 8  | 7  | 1   |
| Australia       | 4   | 3  | 1  | 1  | 1  | 3  | 3  | 0   |
| Dinamarca       | 1   | 3  | 0  | 1  | 2  | 3  | 8  | -5  |

| 20 de junio de 2011, 15:00 | Brasil                          | 3:0 (1:0) | Dinamarca | Estadio Guadalajara, Guadalajara                                                   |                                                                                    |
|                            | Ademilson 32' 78' · Wallace 57' | Reporte   |           | Asistencia: 18.845 espectadores Árbitro(s): Ali Albadwawi (Emiratos Árabes Unidos) | Asistencia: 18.845 espectadores Árbitro(s): Ali Albadwawi (Emiratos Árabes Unidos) |

| 20 de junio de 2011, 18:00 | Australia                     | 2:1 (0:1) | Costa de Marfil  | Estadio Guadalajara, Guadalajara                                    |                                                                     |
|                            | Makarounas 51' · Tombides 77' | Reporte   | S. Coulibaly 18' | Asistencia: 20.728 espectadores Árbitro(s): Raymond Bogle (Jamaica) | Asistencia: 20.728 espectadores Árbitro(s): Raymond Bogle (Jamaica) |

| 23 de junio de 2011, 15:00 | Australia | 0:1 (0:0) | Brasil     | Estadio Guadalajara, Guadalajara                                   |                                                                    |
|                            |           | Reporte   | Adryan 76' | Asistencia: 21.159 espectadores Árbitro(s): Stephan Studer (Suiza) | Asistencia: 21.159 espectadores Árbitro(s): Stephan Studer (Suiza) |

| 23 de junio de 2011, 18:00 | Costa de Marfil                     | 4:2 (3:2) | Dinamarca               | Estadio Guadalajara, Guadalajara                                               |                                                                                |
|                            | S. Coulibaly 23' 37' 41' (pen.) 69' | Reporte   | Zohore 9' · Fischer 32' | Asistencia: 22.126 espectadores Árbitro(s): Elmer Arturo Bonilla (El Salvador) | Asistencia: 22.126 espectadores Árbitro(s): Elmer Arturo Bonilla (El Salvador) |

| 27 de junio de 2011, 10:00 | Australia     | 1:1 (0:1) | Dinamarca     | Estadio Corregidora, Querétaro                                    |                                                                   |
| | Remington 89' | Reporte   | Sorensten 35' | Asistencia: 2.000 espectadores Árbitro(s): Diego Abal (Argentina) | Asistencia: 2.000 espectadores Árbitro(s): Diego Abal (Argentina) |
| Partido suspendido a los 25 minutos del primer tiempo por lluvia. Se reanudó el 27 de junio, con el marcador 0:0, anulando el gol hecho por Viktor Fischer al minuto 11 a favor de Dinamarca. |               |           |               |                                                                   |                                                                   |

| 26 de junio de 2011, 18:00 | Costa de Marfil          | 3:3 (2:2) | Brasil                                         | Estadio Guadalajara, Guadalajara                                    |                                                                     |
|                            | S. Coulibaly 11' 33' 58' | Reporte   | Lucas Piazón 8' · Ademilson 14' · Adryan 90+3' | Asistencia: 24.943 espectadores Árbitro(s): Roberto García (México) | Asistencia: 24.943 espectadores Árbitro(s): Roberto García (México) |

#### Mejores terceros
| Equipo          | Gr | Pts | PJ | PG | PE | PP | GF | GC | Dif |
| --------------- | -- | --- | -- | -- | -- | -- | -- | -- | --- |
| Nueva Zelanda   | D  | 4   | 3  | 1  | 1  | 1  | 4  | 2  | 2   |
| Australia       | F  | 4   | 3  | 1  | 1  | 1  | 3  | 3  | 0   |
| Panamá          | E  | 3   | 3  | 1  | 0  | 2  | 2  | 4  | -2  |
| Argentina       | B  | 3   | 3  | 1  | 0  | 2  | 3  | 7  | -4  |
| Corea del Norte | A  | 2   | 3  | 0  | 2  | 1  | 3  | 5  | -2  |
| Canadá          | C  | 2   | 3  | 0  | 2  | 1  | 2  | 5  | -3  |

Los cuatro mejores equipos de estos seis se determinarán de la siguiente manera:
- Mayor número de puntos obtenidos en todos los partidos de grupo;
- Diferencia de goles en todos los partidos de grupo;
- Mayor número de goles marcados en todos los partidos de grupo;
- Sorteo por parte de la comisión organizadora de la FIFA.

Los emparejamientos de los octavos de final fueron definidos de la siguiente manera:
- Partido 1: 2.° del grupo A v 2.° del grupo C
- Partido 2: 1.° del grupo D v 3.° del grupo B/E/F
- Partido 3: 1.° del grupo B v 3.° del grupo A/C/D
- Partido 4: 1.° del grupo F v 2.° del grupo E
- Partido 5: 1.° del grupo E v 2.° del grupo D
- Partido 6: 1.° del grupo C v 3.° del grupo A/B/F
- Partido 7: 2.° del grupo B v 2.° del grupo F
- Partido 8: 1.° del grupo A v 3.° del grupo C/D/E

Los emparejamientos de los partidos 2, 3, 6 y 8 dependen de quienes sean los terceros lugares que se clasifiquen a los octavos de final. La siguiente tabla muestra las diferentes opciones para definir a los rivales de los ganadores de los grupos A, B, C y D.
     – Combinación que se dio en esta edición.
| Si los 4 mejores terceros son de los grupos: | El 1.° del grupo A juega con: | El 1.° del grupo B juega con: | El 1.° del grupo C juega con: | El 1.° del grupo D juega con: |
| -------------------------------------------- | ----------------------------- | ----------------------------- | ----------------------------- | ----------------------------- |
| A, B, C y D                                  | 3.° del grupo C               | 3.° del grupo D               | 3.° del grupo A               | 3.° del grupo B               |
| A, B, C y E                                  | 3.° del grupo C               | 3.° del grupo A               | 3.° del grupo B               | 3.° del grupo E               |
| A, B, C y F                                  | 3.° del grupo C               | 3.° del grupo A               | 3.° del grupo B               | 3.° del grupo F               |
| A, B, D y E                                  | 3.° del grupo D               | 3.° del grupo A               | 3.° del grupo B               | 3.° del grupo E               |
| A, B, D y F                                  | 3.° del grupo D               | 3.° del grupo A               | 3.° del grupo B               | 3.° del grupo F               |
| A, B, E y F                                  | 3.° del grupo E               | 3.° del grupo A               | 3.° del grupo B               | 3.° del grupo F               |
| A, C, D y E                                  | 3.° del grupo C               | 3.° del grupo D               | 3.° del grupo A               | 3.° del grupo E               |
| A, C, D y F                                  | 3.° del grupo C               | 3.° del grupo D               | 3.° del grupo A               | 3.° del grupo F               |
| A, C, E y F                                  | 3.° del grupo C               | 3.° del grupo A               | 3.° del grupo F               | 3.° del grupo E               |
| A, D, E y F                                  | 3.° del grupo D               | 3.° del grupo A               | 3.° del grupo F               | 3.° del grupo E               |
| B, C, D y E                                  | 3.° del grupo C               | 3.° del grupo D               | 3.° del grupo B               | 3.° del grupo E               |
| B, C, D y F                                  | 3.° del grupo C               | 3.° del grupo D               | 3.° del grupo B               | 3.° del grupo F               |
| B, C, E y F                                  | 3.° del grupo E               | 3.° del grupo C               | 3.° del grupo B               | 3.° del grupo F               |
| B, D, E y F                                  | 3.° del grupo E               | 3.° del grupo D               | 3.° del grupo B               | 3.° del grupo F               |
| C, D, E y F                                  | 3.° del grupo C               | 3.° del grupo D               | 3.° del grupo F               | 3.° del grupo E               |

## Segunda fase

### Cuadro
|  | Octavos de final | Octavos de final |             |       | Cuartos de final             | Cuartos de final             |             |             | Semifinales | Semifinales |  |  | Final | Final |
|  |                  |                  |             |       |                              |                              |             |             |             |             |  |  |       |       |
|  | 29 de junio      |                  |             |       |                              |                              |             |             |             |             |  |  |       |       |
|  |                  |                  |             |       |                              |                              |             |             |             |             |  |  |       |       |
|  | Congo            | 1                |             |       |                              |                              |             |             |             |             |  |  |       |       |
|  | Congo            | 1                | 3 de julio  |       |                              |                              |             |             |             |             |  |  |       |       |
|  | Uruguay          | 2                |             |       |                              |                              |             |             |             |             |  |  |       |       |
|  | Uruguay          | 2                | Uruguay     | 2     |                              |                              |             |             |             |             |  |  |       |       |
|  | 29 de junio      |                  | Uruguay     | 2     |                              |                              |             |             |             |             |  |  |       |       |
|  |                  | Uzbekistán       | 0           |       |                              |                              |             |             |             |             |  |  |       |       |
|  | Uzbekistán       | Uzbekistán       | 0           | 4     |                              |                              |             |             |             |             |  |  |       |       |
|  | Uzbekistán       |                  | 7 de julio  | 4     |                              |                              |             |             |             |             |  |  |       |       |
|  | Australia        | 0                |             |       |                              |                              |             |             |             |             |  |  |       |       |
|  | Australia        | 0                | Uruguay     | 3     |                              |                              |             |             |             |             |  |  |       |       |
|  | 29 de junio      |                  | Uruguay     | 3     |                              |                              |             |             |             |             |  |  |       |       |
|  |                  | Brasil           | 0           |       |                              |                              |             |             |             |             |  |  |       |       |
|  | Japón            | Brasil           | 0           | 6     |                              |                              |             |             |             |             |  |  |       |       |
|  | Japón            | 3 de julio       |             | 6     |                              |                              |             |             |             |             |  |  |       |       |
|  | Nueva Zelanda    | 0                |             |       |                              |                              |             |             |             |             |  |  |       |       |
|  | Nueva Zelanda    | 0                | Japón       | 2     |                              |                              |             |             |             |             |  |  |       |       |
|  | 29 de junio      |                  | Japón       | 2     |                              |                              |             |             |             |             |  |  |       |       |
|  |                  | Brasil           | 3           |       |                              |                              |             |             |             |             |  |  |       |       |
|  | Brasil           | Brasil           | 3           | 2     |                              |                              |             |             |             |             |  |  |       |       |
|  | Brasil           |                  | 10 de julio | 2     |                              |                              |             |             |             |             |  |  |       |       |
|  | Ecuador          | 0                |             |       |                              |                              |             |             |             |             |  |  |       |       |
|  | Ecuador          | 0                | Uruguay     | 0     |                              |                              |             |             |             |             |  |  |       |       |
|  | 30 de junio      |                  | Uruguay     | 0     |                              |                              |             |             |             |             |  |  |       |       |
|  |                  | México           | 2           |       |                              |                              |             |             |             |             |  |  |       |       |
|  | Alemania         | México           | 2           | 4     |                              |                              |             |             |             |             |  |  |       |       |
|  | Alemania         | 4 de julio       |             | 4     |                              |                              |             |             |             |             |  |  |       |       |
|  | Estados Unidos   | 0                |             |       |                              |                              |             |             |             |             |  |  |       |       |
|  | Estados Unidos   | 0                | Alemania    | 3     |                              |                              |             |             |             |             |  |  |       |       |
|  | 30 de junio      |                  | Alemania    | 3     |                              |                              |             |             |             |             |  |  |       |       |
|  |                  | Inglaterra       | 2           |       |                              |                              |             |             |             |             |  |  |       |       |
|  | Inglaterra (p.)  | Inglaterra       | 2           | 1 (4) |                              |                              |             |             |             |             |  |  |       |       |
|  | Inglaterra (p.)  |                  | 7 de julio  | 1 (4) |                              |                              |             |             |             |             |  |  |       |       |
|  | Argentina        | 1 (2)            |             |       |                              |                              |             |             |             |             |  |  |       |       |
|  | Argentina        | 1 (2)            | Alemania    | 2     |                              |                              |             |             |             |             |  |  |       |       |
|  | 30 de junio      |                  | Alemania    | 2     |                              |                              |             |             |             |             |  |  |       |       |
|  |                  | México           | 3           |       | Partido por el tercer puesto | Partido por el tercer puesto |             |             |             |             |  |  |       |       |
|  | Francia          | México           | 3           | 3     | Partido por el tercer puesto | Partido por el tercer puesto |             |             |             |             |  |  |       |       |
|  | Francia          | 4 de julio       | 4 de julio  | 3     |                              |                              | 10 de julio | 10 de julio |             |             |  |  |       |       |
|  | Costa de Marfil  | 4 de julio       | 4 de julio  | 2     |                              |                              | 10 de julio | 10 de julio |             |             |  |  |       |       |
|  | Costa de Marfil  | Francia          | 1           | 2     | Brasil                       | 3                            |             |             |             |             |  |  |       |       |
|  | 30 de junio      | Francia          | 1           |       | Brasil                       | 3                            |             |             |             |             |  |  |       |       |
|  |                  | México           | 2           |       | Alemania                     | 4                            |             |             |             |             |  |  |       |       |
|  | México           | México           | 2           | 2     | Alemania                     | 4                            |             |             |             |             |  |  |       |       |
|  | México           |                  |             | 2     |                              |                              |             |             |             |             |  |  |       |       |
|  | Panamá           | 0                |             |       |                              |                              |             |             |             |             |  |  |       |       |
|  | Panamá           | 0                |             |       |                              |                              |             |             |             |             |  |  |       |       |

#### Octavos de final
| 29 de junio de 2011, 15:00 | Uzbekistán                                                           | 4:0 (2:0) | Australia | Estadio Torreón, Torreón                                          |                                                                   |
|                            | Makstaliev 11' · T. Khakimov 40' · Chapman 66' (a.g.) · Yarbekov 89' | Reporte   |           | Asistencia: 8.340 espectadores Árbitro(s): Víctor Carrillo (Perú) | Asistencia: 8.340 espectadores Árbitro(s): Víctor Carrillo (Perú) |

| 29 de junio de 2011, 15:00 | Brasil                  | 2:0 (1:0) | Ecuador | Estadio Guadalajara, Guadalajara                                             |                                                                              |
|                            | Ademilson 16' · Léo 87' | Reporte   |         | Asistencia: 19.335 espectadores Árbitro(s): Pavel Kralovec (República Checa) | Asistencia: 19.335 espectadores Árbitro(s): Pavel Kralovec (República Checa) |

| 29 de junio de 2011, 18:00 | Congo        | 1:2 (0:0) | Uruguay                 | Estadio Morelos, Morelia                                           |                                                                    |
|                            | Binguila 53' | Reporte   | Moreira 65' · Silva 86' | Asistencia: 12.350 espectadores Árbitro(s): Raymon Bogle (Jamaica) | Asistencia: 12.350 espectadores Árbitro(s): Raymon Bogle (Jamaica) |

| 29 de junio de 2011, 18:00 | Japón                                                                | 6:0 (4:0) | Nueva Zelanda | Estadio Universitario, Monterrey                                  |                                                                   |
|                            | Ishige 20' 22' · Hayakawa 32' 80' · Colvey 42' (a.g.) · Minamino 56' | Reporte   |               | Asistencia: 7.930 espectadores Árbitro(s): Stephan Studer (Suiza) | Asistencia: 7.930 espectadores Árbitro(s): Stephan Studer (Suiza) |

| 30 de junio de 2011, 15:00 | Alemania                                          | 4:0 (3:0) | Estados Unidos | Estadio Corregidora, Querétaro                                   |                                                                  |
|                            | Günter 20' · Weiser 40' · Yesil 43' · Ducksch 50' | Reporte   |                | Asistencia: 16.191 espectadores Árbitro(s): Omar Ponce (Ecuador) | Asistencia: 16.191 espectadores Árbitro(s): Omar Ponce (Ecuador) |

| 30 de junio de 2011, 15:00 | Inglaterra                                           | 1:1 (1:1) (4:2 p.)         | Argentina                          | Estadio Hidalgo, Pachuca                                                     |                                                                              |
|                            | Sterling 40'                                         | Reporte                    | Padilla 12'                        | Asistencia: 6.807 espectadores Árbitro(s): Nawaf Ghayyath Shukralla (Baréin) | Asistencia: 6.807 espectadores Árbitro(s): Nawaf Ghayyath Shukralla (Baréin) |
|                            |                                                      | Tiros desde el punto penal |                                    |                                                                              |                                                                              |
|                            | Magri · Morgan · Clayton · Forster-Caskey · Chalobah |                            | Ocampos · Pugh · Iñíguez · Allione |                                                                              |                                                                              |

| 30 de junio de 2011, 18:00 | Francia                            | 3:2 (1:2) | Costa de Marfil                    | Estadio Corregidora, Querétaro                                          |                                                                         |
|                            | Benzia 37' (pen.) 74' · Nangis 65' | Reporte   | S. Coulibaly 3' · Diarrassouba 25' | Asistencia: 18.192 espectadores Árbitro(s): Elmer Bonilla (El Salvador) | Asistencia: 18.192 espectadores Árbitro(s): Elmer Bonilla (El Salvador) |

| 30 de junio de 2011, 18:00 | México                | 2:0 (1:0) | Panamá | Estadio Hidalgo, Pachuca                                                |                                                                         |
|                            | Fierro 2' · Bueno 89' | Reporte   |        | Asistencia: 15.415 espectadores Árbitro(s): Svein Oddvar Moen (Noruega) | Asistencia: 15.415 espectadores Árbitro(s): Svein Oddvar Moen (Noruega) |

#### Cuartos de final
| 3 de julio de 2011, 15:00 | Uruguay                     | 2:0 (2:0) | Uzbekistán | Estadio Universitario, Monterrey                                   |                                                                    |
|                           | Charamoni 29' · Aguirre 64' | Reporte   |            | Asistencia: 11.015 espectadores Árbitro(s): Neant Alioum (Camerún) | Asistencia: 11.015 espectadores Árbitro(s): Neant Alioum (Camerún) |

| 3 de julio de 2011, 18:00 | Japón                       | 2:3 (0:1) | Brasil                               | Estadio Corregidora, Querétaro                                      |                                                                     |
|                           | Nakajima 77' · Hayakawa 88' | Reporte   | Léo 16' · Ademilson 48' · Adryan 60' | Asistencia: 30.123 espectadores Árbitro(s): Roberto García (México) | Asistencia: 30.123 espectadores Árbitro(s): Roberto García (México) |

| 4 de julio de 2011, 15:00 | Alemania                 | 3:2 (2:0) | Inglaterra                  | Estadio Morelos, Morelia                                                |                                                                         |
|                           | Yesil 7' 53' · Ayhan 24' | Reporte   | Magri 67' (pen.) · Hope 83' | Asistencia: 16.020 espectadores Árbitro(s): Pavel Kralovec (Rep. Checa) | Asistencia: 16.020 espectadores Árbitro(s): Pavel Kralovec (Rep. Checa) |

| 4 de julio de 2011, 18:00 | Francia   | 1:2 (1:1) | México                     | Estadio Hidalgo, Pachuca                                                           |                                                                                    |
|                           | Ikoko 17' | Reporte   | Escamilla 14' · Fierro 50' | Asistencia: 21.960 espectadores Árbitro(s): Ali Al Badwaw (Emiratos Árabes Unidos) | Asistencia: 21.960 espectadores Árbitro(s): Ali Al Badwaw (Emiratos Árabes Unidos) |

#### Semifinales
| 7 de julio de 2011, 15:00 | Uruguay                                            | 3:0 (1:0) | Brasil | Estadio Guadalajara, Guadalajara                                    |                                                                     |
|                           | Álvarez 20' (pen.) · San Martín 72' · Méndez 90+5' | Reporte   |        | Asistencia: 29.315 espectadores Árbitro(s): Alexey Nikolaev (Rusia) | Asistencia: 29.315 espectadores Árbitro(s): Alexey Nikolaev (Rusia) |

| 7 de julio de 2011, 18:00 | Alemania            | 2:3 (1:1) | México                         | Estadio Torreón, Torreón                                         |                                                                  |
| | Yesil 10' · Can 60' | Reporte   | Gómez 3' 89' · Espericueta 76' | Asistencia: 26.086 espectadores Árbitro(s): Omar Ponce (Ecuador) | Asistencia: 26.086 espectadores Árbitro(s): Omar Ponce (Ecuador) |
| El jugador Jonathan Espericueta, de la selección de México, logra el primer gol olímpico en la historia de la Copa Mundial Sub-17. |                     |           |                                |                                                                  |                                                                  |

#### Tercer lugar
| 10 de julio de 2011, 15:00 | Brasil                                 | 3:4 (3:2) | Alemania                                   | Estadio Azteca, Ciudad de México                                    |                                                                     |
|                            | Wellington 22' · Adryan 29' (pen.) 33' | Reporte   | Aydin 20' 63' · Günter 45+1' · Aycicek 55' | Asistencia: 94.379 espectadores Árbitro(s): Roberto García (México) | Asistencia: 94.379 espectadores Árbitro(s): Roberto García (México) |

#### Final
| 10 de julio de 2011, 18:00 | Uruguay | 0:2 (0:1) | México                       | Estadio Azteca, Ciudad de México                                        |                                                                         |
|                            |         | Reporte   | Briseño 31' · Casillas 90+2' | Asistencia: 98.943 espectadores Árbitro(s): Svein Oddvar Moen (Noruega) | Asistencia: 98.943 espectadores Árbitro(s): Svein Oddvar Moen (Noruega) |

#### Campeón
|                           |
| Bandera de México         |
| Campeón México 2.º título |

## Posiciones finales
| Equipo | Equipo          | Pts | PJ | PG | PE | PP | GF | GC | Dif | Rend |
| ------ | --------------- | --- | -- | -- | -- | -- | -- | -- | --- | ---- |
| 1      | México          | 21  | 7  | 7  | 0  | 0  | 17 | 7  | 10  | 100% |
| 2      | Uruguay         | 15  | 7  | 5  | 0  | 2  | 11 | 5  | 6   | 71%  |
| 3      | Alemania        | 18  | 7  | 6  | 0  | 1  | 24 | 9  | 15  | 86%  |
| 4      | Brasil          | 13  | 7  | 4  | 1  | 2  | 15 | 12 | 3   | 62%  |
| 5      | Japón           | 10  | 5  | 3  | 1  | 1  | 13 | 5  | 8   | 67%  |
| 6      | Uzbekistán      | 9   | 5  | 3  | 0  | 2  | 9  | 8  | 1   | 60%  |
| 7      | Inglaterra      | 8   | 5  | 2  | 2  | 1  | 9  | 6  | 3   | 53%  |
| 8      | Francia         | 8   | 5  | 2  | 2  | 1  | 9  | 6  | 3   | 53%  |
| 9      | Ecuador         | 6   | 4  | 2  | 0  | 2  | 5  | 9  | -4  | 50%  |
| 10     | Costa de Marfil | 4   | 4  | 1  | 1  | 2  | 10 | 10 | 0   | 33%  |
| 11     | Congo           | 4   | 4  | 1  | 1  | 2  | 4  | 5  | -1  | 33%  |
| 12     | Estados Unidos  | 4   | 4  | 1  | 1  | 2  | 4  | 6  | -2  | 33%  |
| 13     | Argentina       | 4   | 4  | 1  | 1  | 2  | 4  | 8  | -4  | 33%  |
| 13     | Nueva Zelanda   | 4   | 4  | 1  | 1  | 2  | 4  | 8  | -4  | 33%  |
| 15     | Australia       | 4   | 4  | 1  | 1  | 2  | 3  | 7  | -4  | 33%  |
| 16     | Panamá          | 3   | 4  | 1  | 0  | 3  | 2  | 6  | -4  | 25%  |
| 17     | República Checa | 3   | 3  | 1  | 0  | 2  | 2  | 5  | -3  | 33%  |
| 18     | Corea del Norte | 2   | 3  | 0  | 2  | 1  | 3  | 5  | -2  | 22%  |
| 19     | Canadá          | 2   | 3  | 0  | 2  | 1  | 2  | 5  | -3  | 22%  |
| 20     | Países Bajos    | 1   | 3  | 0  | 1  | 2  | 3  | 5  | -2  | 11%  |
| 21     | Jamaica         | 1   | 3  | 0  | 1  | 2  | 2  | 4  | -2  | 11%  |
| 22     | Ruanda          | 1   | 3  | 0  | 1  | 2  | 0  | 3  | -3  | 11%  |
| 23     | Dinamarca       | 1   | 3  | 0  | 1  | 2  | 3  | 8  | -5  | 11%  |
| 24     | Burkina Faso    | 0   | 3  | 0  | 0  | 3  | 0  | 6  | -6  | 0%   |

## Premios y reconocimientos

### Bota de oro
Para la designación del ganador de la Bota de oro, se tomarán en cuenta en primera instancia los goles (GF), seguido por las asistencias de goles realizadas (AST) y finalmente la menor cantidad de minutos jugados (MIN).

| Jugador              | Selección       | GF | AST | MIN |
| -------------------- | --------------- | -- | --- | --- |
| Souleymane Coulibaly | Costa de Marfil | 9  | 0   | 357 |
| Samed Yesil          | Alemania        | 6  | 6   | 570 |
| Adryan               | Brasil          | 5  | 2   | 540 |
| Ademilson            | Brasil          | 5  | 2   | 609 |
| Yassine Benzia       | Francia         | 5  | 1   | 374 |
| Carlos Fierro        | México          | 4  | 10  | 540 |
| Okan Aydin           | Alemania        | 4  | 0   | 398 |
| Levent Aycicek       | Japón           | 3  | 3   | 480 |
| Giovani Casillas     | México          | 3  | 2   | 234 |
| Timur Khakimov       | Uzbekistán      | 3  | 2   | 433 |
| Abbosbek Makhstaliev | Uzbekistán      | 3  | 1   | 354 |
| Fumiya Hayakawa      | Japón           | 3  | 1   | 450 |
| Julio Gómez          | México          | 3  | 1   | 524 |
| Mitchell Weiser      | Alemania        | 3  | 1   | 584 |

### Balón de oro
| Jugador              | Selección       |
| -------------------- | --------------- |
| Julio Gómez          | México          |
| Jonathan Espericueta | México          |
| Carlos Fierro        | México          |
| Ademilson            | Brasil          |
| Adryan               | Brasil          |
| Elbio Álvarez        | Uruguay         |
| Emre Can             | Alemania        |
| Souleymane Coulibaly | Costa de Marfil |
| Gastón Silva         | Uruguay         |
| Samed Yesil          | Alemania        |

### Mejor portero
El premio al mejor arquero Guante de oro Adidas se lo llevó el joven uruguayo Jonathan Cubero. En total disputó 7 partidos en los que recibió 5 goles.
| Premio        |               | Jugador         | Selección |
| ------------- | ------------- | --------------- | --------- |
| Guante de Oro | Guante de Oro | Jonathan Cubero | Uruguay   |

### Premio al juego limpio
Por su parte, el ganador del premio al Juego limpio se lo llevó la Selección de Japón.
| Selección |
| Japón     |
| --------- |